# Monmarvès
Monmarvès település Franciaországban, Dordogne megyében. Lakosainak száma 61 fő (2022. január 1.). Monmarvès Issigeac, Boisse, Plaisance, Cavarc és Saint-Quentin-du-Dropt községekkel határos.

## Népesség
A település népességének változása:
| Lakosok száma | 62   | 42   | 54   | 46   | 60   | 64   | 64   | 63   | 62   | 61   |
|               | 1968 | 1982 | 1990 | 2006 | 2013 | 2015 | 2017 | 2019 | 2020 | 2022 |